# Suối Muội (Mường Sại)
Suối Muội là một phụ lưu cấp 1 của sông Đà, chảy ở vùng xã Mường Sại huyện Quỳnh Nhai tỉnh Sơn La, Việt Nam .
Suối Muội dài cỡ 35 km, chảy theo hướng tây bắc và đổ vào sông Đà. Cửa sông hiện ở lòng hồ Thủy điện Sơn La.

## Dòng chảy
Đầu nguồn là hợp lưu nhiều suối nhỏ ở phần phía tây các xã Mường Khiêng và Bó Mười 21°27′48″B 103°52′12″Đ / 21,46333°B 103,87°Đ.
Dòng chính có tên Nậm Khiêng, chảy theo hướng tây bắc. Từ xã Chiềng Ngàm thì có tên suối Muội 21°30′9″B 103°45′49″Đ / 21,5025°B 103,76361°Đ.
Suối chảy qua xã Mường Sại, đến bản Pom Sinh xã Chiềng Bằng thì đổ vào sông Đà.

## Chú ý
Chú ý là tại vùng thị trấn Thuận Châu cũng có suối Muội, và hai suối Muội này cách nhau chỉ cỡ 10 km đường chim bay, có hướng chảy ngược nhau.